# Laming Worthington-Evans
Laming Worthington-Evans (till 1916 Evans), född den 23 augusti 1868, död den 14 februari 1931, var en engelsk politiker.
Worthington-Evans blev advokat 1890 och 1910 konservativ ledamot av underhuset. Han var i Lloyd Georges koalitionsministär 1916–1918 biträdande ammunitionsminister, 1918 blockadminister, 1919–1920 pensionsminister, 1920–1921 minister utan portfölj samt 1921–1922 krigsminister. Worthington-Evans avgick samtidigt med Lloyd George i oktober 1922, var maj 1923–januari 1924 postminister i Baldwins första ministär, blev därpå huvudredaktör för affärstidningen "Financial news" och  november 1924 krigsminister i Baldwins andra ministär. Han upphöjdes 1916 till baronet.